# マウリシオ・ララ
マウリシオ・ララ（Mauricio Lara、1993年2月23日 - ）は、メキシコのプロボクサー。メキシコシティ出身。元WBA世界フェザー級王者。

## 来歴

### フェザー級
2015年10月10日、プロデビュー戦を行い4回1-2の判定負け。黒星デビューとなった。
2021年2月13日、ウェンブリーのSSEアリーナ・ウェンブリーで元IBF世界フェザー級王者のジョシュ・ワーリントンと対戦し、番狂わせとなる9回54秒TKO勝ちを収めた。
2021年9月4日、リーズのヘディングリー・ラグビー・スタジアムで元IBF世界フェザー級王者のジョシュ・ワーリントンと再戦したが、偶然のバッティングによりララが左目の上をカットし、2回負傷引分に終わった。
2023年2月18日、ノッティンガムのモーターポイント・アリーナ・ノッティンガムでWBA世界フェザー級王者のリー・ウッドと対戦し、7回2分54秒TKO勝ちを収め王座を獲得した。
2023年5月27日、マンチェスターのAO・アリーナで元WBA世界フェザー級王者で同級5位のリー・ウッドとダイレクトリマッチで再戦し、12回0-3（109-118、109-118、111-116）の判定負けを喫した。なお、水曜日の非公式事前計量でララの体重が規定より重かったため、英国ボクシング管理委員会はララがフェザー級のリミットの126ポンドまで減量するのは健康上のリスクがあると判断し、128.5ポンド以下に減量することを禁止とする裁定を下した。このためこの時点でララは体重超過となることが確定したが、金曜日の公式前日計量で129.8ポンドを計測しフェザー級のリミットを3.8ポンド（1.7kg）体重超過となり、WBAが王座剥奪と裁定を下したため、ウッドが勝利すれば王座獲得、ララが勝利すれば空位という条件で試合が行われることになった。また、両陣営の交渉でララに試合当日までの増量を制限する水分補給制限がつけられた。

### スーパーフェザー級
2024年2月16日、オアハカ州オアハカでスーパーフェザー級転向戦としてダニエル・ルゴと再起戦を行うも、10回0-1（95-96、95-95×2）の判定で引き分けに終わった。
2025年3月13日、2023年5月27日にリー・ウッドに敗れた試合の前日に実施されたドーピング検査でララから禁止薬物のベタメタゾンの陽性反応が出たとして、英国アンチ・ドーピング機構（UKAD）から2年間の出場停止処分を受けた。ララはこの試合の後に3試合行っているが3試合とも全てメキシコで行っていた。

## 戦績
- プロボクシング：32戦 27勝 (20KO) 3敗 2分

| 戦           | 日付           | 勝敗 | 時間    | 内容     | 対戦相手                                   | 国籍           | 備考                            |
| ------------ | -------------- | ---- | ------- | -------- | ------------------------------------------ | -------------- | ------------------------------- |
| 1            | 2015年10月10日 | ★    | 4R      | 判定1-2  | フリオ・カラビーノ                         | メキシコ       | プロデビュー戦                  |
| 2            | 2016年7月8日   | ☆    | 4R      | 判定3-0  | ロヘリオ・ペレス・マルケス                 | メキシコ       |                                 |
| 3            | 2016年9月17日  | ☆    | 2R 0:32 | TKO      | ダニエル・カリージョ                       | メキシコ       |                                 |
| 4            | 2016年11月5日  | ☆    | 4R 1:48 | TKO      | ホエル・コルドバ                           | メキシコ       |                                 |
| 5            | 2016年11月26日 | ☆    | 2R 2:06 | TKO      | フリオ・セサール・オルベラ・ロドリゲス     | メキシコ       |                                 |
| 6            | 2016年12月14日 | ☆    | 4R      | 判定2-1  | イズラエル・ロドリゲス・ピカソ             | メキシコ       |                                 |
| 7            | 2017年1月21日  | ☆    | 4R      | 判定3-0  | マルティン・ヒメネス・デルガド             | メキシコ       |                                 |
| 8            | 2017年4月1日   | ☆    | 6R      | 判定3-0  | エドゥアルド・バエス                       | メキシコ       |                                 |
| 9            | 2017年7月8日   | ☆    | 4R 1:22 | TKO      | エリック・アンドレス・クルス               | メキシコ       |                                 |
| 10           | 2017年11月25日 | ☆    | 1R 1:22 | KO       | ルイス・へラルド・ペレス・サラス           | メキシコ       |                                 |
| 11           | 2018年1月20日  | ☆    | 6R      | 判定3-0  | イズラエル・ロブレス                       | メキシコ       |                                 |
| 12           | 2018年3月10日  | ☆    | 1R 1:04 | TKO      | ダニエル・コルラ                           | メキシコ       |                                 |
| 13           | 2018年3月19日  | ★    | 1R 0:50 | KO       | エリオット・チャベス                       | メキシコ       |                                 |
| 14           | 2018年8月25日  | ☆    | 2R終了  | TKO      | セルヒオ・アルフレッド・チリノ・サンチェス | メキシコ       |                                 |
| 15           | 2018年11月17日 | ☆    | 6R 2:37 | TKO      | アルベルト・ルナ・ガリシア                 | メキシコ       |                                 |
| 16           | 2019年1月12日  | ☆    | 8R      | 判定3-0  | ホセ・カリエカク                           | メキシコ       |                                 |
| 17           | 2019年3月23日  | ☆    | 2R 2:44 | TKO      | ギレルモ・アビラ                           | メキシコ       |                                 |
| 18           | 2019年7月6日   | ☆    | 5R終了  | TKO      | オスカル・バラハス                         | メキシコ       |                                 |
| 19           | 2019年9月28日  | ☆    | 8R      | TKO      | エドゥアルド・エステラ                     | ウルグアイ     |                                 |
| 20           | 2019年12月7日  | ☆    | 4R 1:07 | KO       | ラファエル・サンチェス・ロドリゲス         | メキシコ       |                                 |
| 21           | 2020年2月1日   | ☆    | 4R 1:27 | TKO      | アレハンドロ・パルメロ                     | メキシコ       |                                 |
| 22           | 2020年7月4日   | ☆    | 1R 2:54 | TKO      | アレハンドロ・パルメロ                     | メキシコ       |                                 |
| 23           | 2020年8月21日  | ☆    | 8R 1:19 | TKO      | ヘスス・キハダ                             | メキシコ       |                                 |
| 24           | 2020年12月4日  | ☆    | 10R     | 判定3-0  | セルヒオ・プエンテ                         | メキシコ       |                                 |
| 25           | 2021年2月13日  | ☆    | 9R 0:54 | TKO      | ジョシュ・ワーリントン                     | イギリス       |                                 |
| 26           | 2021年9月4日   | △    | 2R終了  | 負傷引分 | ジョシュ・ワーリントン                     | イギリス       |                                 |
| 27           | 2022年3月5日   | ☆    | 3R 2:59 | KO       | エミリオ・サンチェス                       | アメリカ合衆国 |                                 |
| 28           | 2022年10月22日 | ☆    | 3R 1:36 | KO       | ホセ・サンマルティン                       | コロンビア     |                                 |
| 29           | 2023年2月18日  | ☆    | 7R 2:54 | TKO      | リー・ウッド                               | イギリス       | WBA世界フェザー級タイトルマッチ |
| 30           | 2023年5月27日  | ★    | 12R     | 判定0-3  | リー・ウッド                               | イギリス       | 体重超過により王座剥奪          |
| 31           | 2024年2月16日  | △    | 10R     | 判定0-1  | ダニエル・ルゴ                             | メキシコ       |                                 |
| 32           | 2024年8月30日  | ☆    | 7R      | TKO      | ペドロ・デルガド                           | メキシコ       |                                 |
| テンプレート |                |      |         |          |                                            |                |                                 |

## 獲得タイトル
- WBA世界フェザー級王座 (防衛0=剥奪)